# Brockhall
Brockhall is een civil parish in het bestuurlijke gebied Daventry (district), in het Engelse graafschap Northamptonshire.